# GNAO1
GNAO1‏ (G protein subunit alpha o1) هوَ بروتين يُشَفر بواسطة جين GNAO1 في الإنسان.